# Jean-Marie Leblanc
Jean-Marie Leblanc (Nueil-sur-Argent, 27 luglio 1944) è un ex ciclista su strada, giornalista e dirigente sportivo francese, direttore del Tour de France dal 1989 al 2006.

## Carriera
Muove i primi passi nel mondo del ciclismo a 18 anni nel Velo Club Landrecies, diretto dal padre e nel 1964 diventa campione nazionale universitario. Nel 1967 passa professionista con il team Pelforth-Sauvage-Lejeune come gregario di Jan Janssen e l'anno seguente disputa il suo primo Tour de France, dove si piazza in 53ª posizione. Dopo il passaggio alla Bic, chiude la carriera a soli 27 anni nel 1971.
Terminata la carriera professionista, si dedica al giornalismo, lavorando per La Voix du Nord e La Voix des Sports. Nel 1977 diventa caporedattore della sezione ciclista de L'Équipe e del periodico tematico Vélo Magazine. Dal 1982 è lo speaker di Radio-Tour, fornendo informazioni ai ciclisti in corsa.
Nel 1989 diventa direttore del Tour de France, affiancato nel corso degli anni da Jean-Pierre Carenso (1989-1993), Jean-Claude Killy (1994-2000), Patrice Clerc (2001-2004) e Christian Prudhomme (2005-2006). Durante la sua direzione la società organizzatrice del Tour (l'attuale ASO), rileva l'organizzazione delle due importanti corse ciclistiche belge la Freccia Vallone e la Liegi-Bastogne-Liegi.
È stato inoltre presidente dell'AIOCC, l'associazione internazionale degli organizzatori di corse ciclistiche, dal 1989 al 2004, sostituito poi da Víctor Cordero, direttore della Vuelta, e direttore generale dell'Amaury Sport Organisation, ente organizzatore del Tour e di altri eventi sportivi internazionali.
Nell'ottobre 2007 ha pubblicato la propria autobiografia, Le Tour de ma Vie.

## Palmarès
- 1964

Campionati universitari, Prova in linea
- 1971 (Bic, una vittoria)

8ª tappa Volta a Portugal

### Altri successi
- 1968 (Pelforth-Sauvage-Lejeune)

Grand Prix d'Aix en Provence
- 1969 (Bic)

Circuit d'Amorique
Criterium di Guéret
Prix de la Saint-Jean, La Couronne
Criterium di Rousies
- 1970 (Bic)

Criterium di Guesnain
- 1971 (Bic)

Circuit du Port de Dunkerque

## Piazzamenti

### Grandi Giri
- Tour de France

1968: 58º
1970: 83º

### Classiche monumento
- Giro delle Fiandre

1970: 32º
1971: 62º
- Parigi-Roubaix

1971: 34º